# Companyia de Moscòvia

Ivan IV de Rússia mostrant els seus tresors a Jerome Horsey (Alexander Litovxenko, (1875).

La Companyia de Moscovia (també anomenada empresa russa) (en anglès, Muscovy Company o Muscovy Trading Company, en rus, Московская компания), va ser una companyia comercial fundada a Londres el 1555 i que fou la primera gran empresa creada com a societat anònima, precursora d'un tipus de negoci que aviat tindria un gran èxit a Anglaterra. La Companyia de Moscovia va tenir el monopoli del comerç entre Anglaterra i Moscòvia o Gran Ducat de Moscou fins al 1698 i va sobreviure com una empresa comercial fins a la Revolució russa de 1917. Des de 1917 la companyia ha operat com una organització benèfica, tot i que ara segueix treballant a Rússia.
El seu nom està estretament associat a famosos navegants anglesos, com Henry Hudson i William Baffin.

## Història

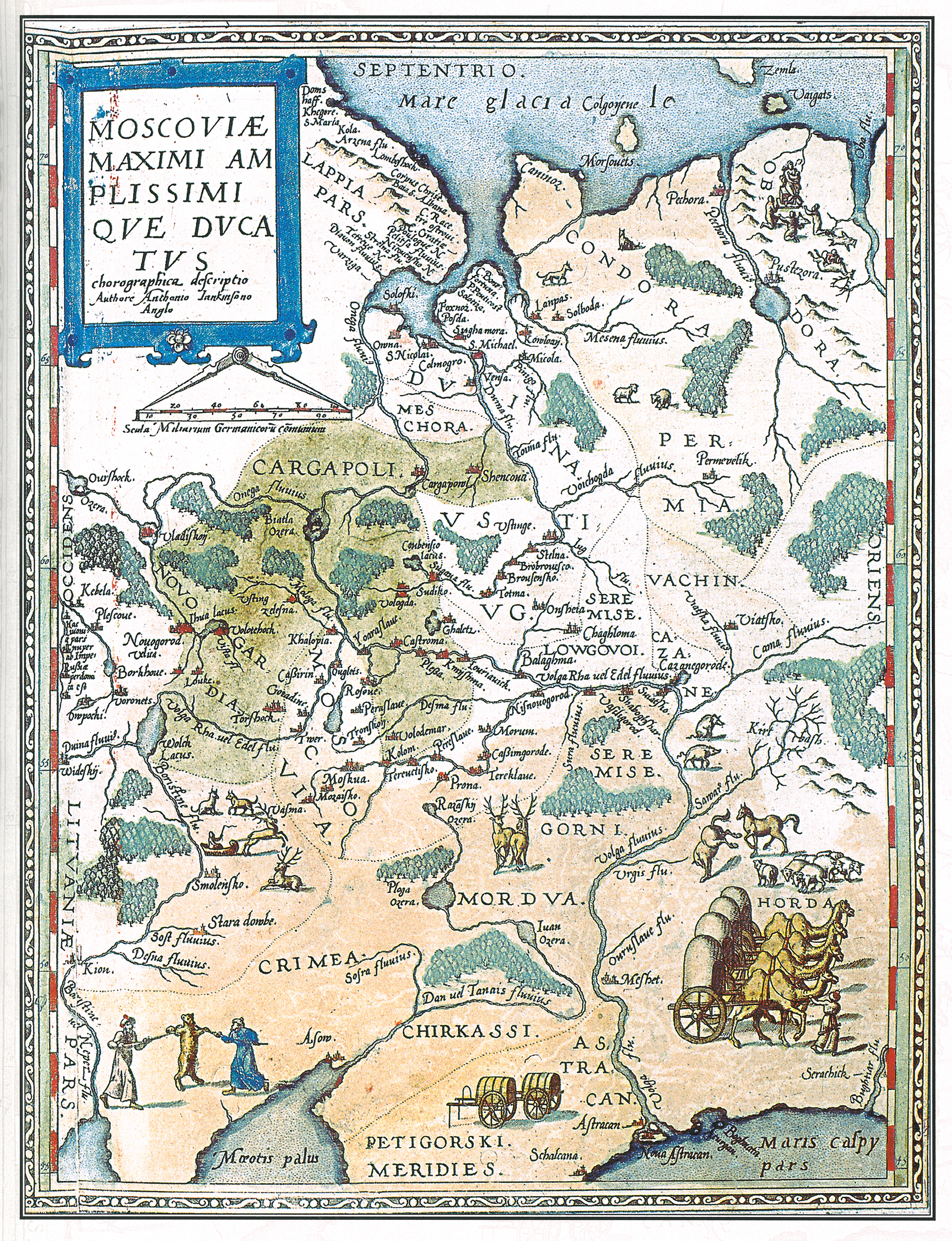
Mapa del Gran Ducat de Moscou fet per Anthony Jenkinson i Gerard de Jode (1593)

Els antecedents de la companyia s'han de buscar en el desig del mariner anglès Sebastià Cabot, que havia estat sempre interessat a fer el viatge cap a Àsia a través de l'Àrtida. Cabot, després d'haver navegat gairebé tota la seva vida per la Corona de Castella, havia tornat a Anglaterra el 1547 després de la seva retirada. Al ja gran i experimentat navegant, el rei Eduard VI li va concedir una pensió vitalícia i el va nomenar gran pilot del regne. Cabot va convèncer llavors al rei que emparés la realització de noves exploracions, afavorides pel favor reial i amb el sufragi dels comerciants anglesos.

### Precedents: laCompanyia de mercaders aventurers(1553-1554)
El 1551, a Londres, Cabot, com a director i Hugh Willoughby i Richard Chancellor com a principals comerciants, van fundar una companyia per desenvolupar aquesta empresa, la "Mystery and Company of Merchant Adventurers for the Discovery of Regions, Dominions, Islands, and Places unknown», una companyia que tenia a John Dudley, I duc de Northumberland com a principal mecenes i a la qual van aportar fons uns 240 comerciants. S'esperava amb ella no només descobrir una nova ruta comercial a Orient, la tan buscada Ruta del Mar del Nord, sinó també trobar nous mercats per als draps de llana anglesos.
La primera expedició de la companyia se li va encarregar a Willoughby, que sembla haver estat triat per la seva capacitat de lideratge, però que no tenia molta experiència nàutica o de navegació. L'expedició constava de tres vaixells: el Bona Esparanza, sota el comandament de Willoughby, l'Edward Bonaventure, al comandament de Chancellor, que actuava com a segon i com a pilot en cap, i el Bona Confidentia, al comandament de Cornelias Durfoorth.
Els vaixells van partir de Londres el 10 de maig de 1553 i uns enromes remolins al mar de Noruega, davant de les illes Lofoten, van separar el vaixell de Chancellor. El 14 setembre 1553 Willoughby va aconseguir arribar al cap Nord, i va posar rumb est, internant-se en el mar de Murmansk, arribant fins a les costes occidentals de Nova Terra. Després de reconèixer les costes de l'arxipèlag, van emprendre el retorn a Escandinàvia. Propers a la boca del riu Varzina, a l'est de l'actual Múrmansk, els vaixells van quedar atrapats en el gel. Els vaixells, i la tripulació, d'uns 70 homes, no estaven preparats pel dur hivern polar, i després de diversos intents fallits per trobar auxili, van morir tots. Els vaixells, amb les tripulacions congelades i el diari del capità Willoughby, van ser trobats per uns pescadors russos l'any següent.
Chancellor, amb el vaixell Edward Bonaventure, va ser més afortunat i a finals d'agost havia trobat l'entrada al mar Blanc, on els pescadors locals es van sorprendre per la gran mida del seu vaixell. El 24 d'agost de 1553 va arribar al port de Severodvinsk, al delta del Dvinà Septentrional (a uns 35 km a l'oest de l'actual Arkhànguelsk, que seria finalment fundada el 1584 per a prestar serveis al creixent comerç). La regió acabava de ser recentment afegida a Moscòvia, i quan el Tsar Ivan el Terrible va saber de l'arribada de Chancellor, immediatament va convidar els exòtics convidats a visitar Moscou per a una audiència a la cort reial.
Chancellor va fer el viatge de més de 1.000 km a Moscou a través del país cobert de neu i gel. Va trobar Moscou molt gran i amb construccions molt primitives, ja que la majoria de les cases eren de fusta. No obstant això, el palau del Tsar era molt luxós, així com els sopars que van oferir-li en honor seu. Al tsar rus li complaïa obrir rutes comercials marítimes amb Anglaterra i altres països, ja que Rússia encara no tenia en aquesta època una connexió amb el mar Bàltic i tota la zona era reivindicada per les potències veïnes de la Mancomunitat de Polònia-Lituània i l'Imperi suec. A més, la Lliga Hanseàtica tenia un monopoli sobre el comerç entre Rússia i Europa Occidental i Central. Chancellor també estava esperançat en trobar un bon mercat per a la llana anglesa i augurant una bona recepció de les pells russes i altres béns a canvi. El tsar li va donar cartes per dur a Anglaterra convidant als comerciants britànics i prometent privilegis comercials.

### Fundació de la Companyia de Moscòvia. La segona expedició al mar Blanc (1555-56)

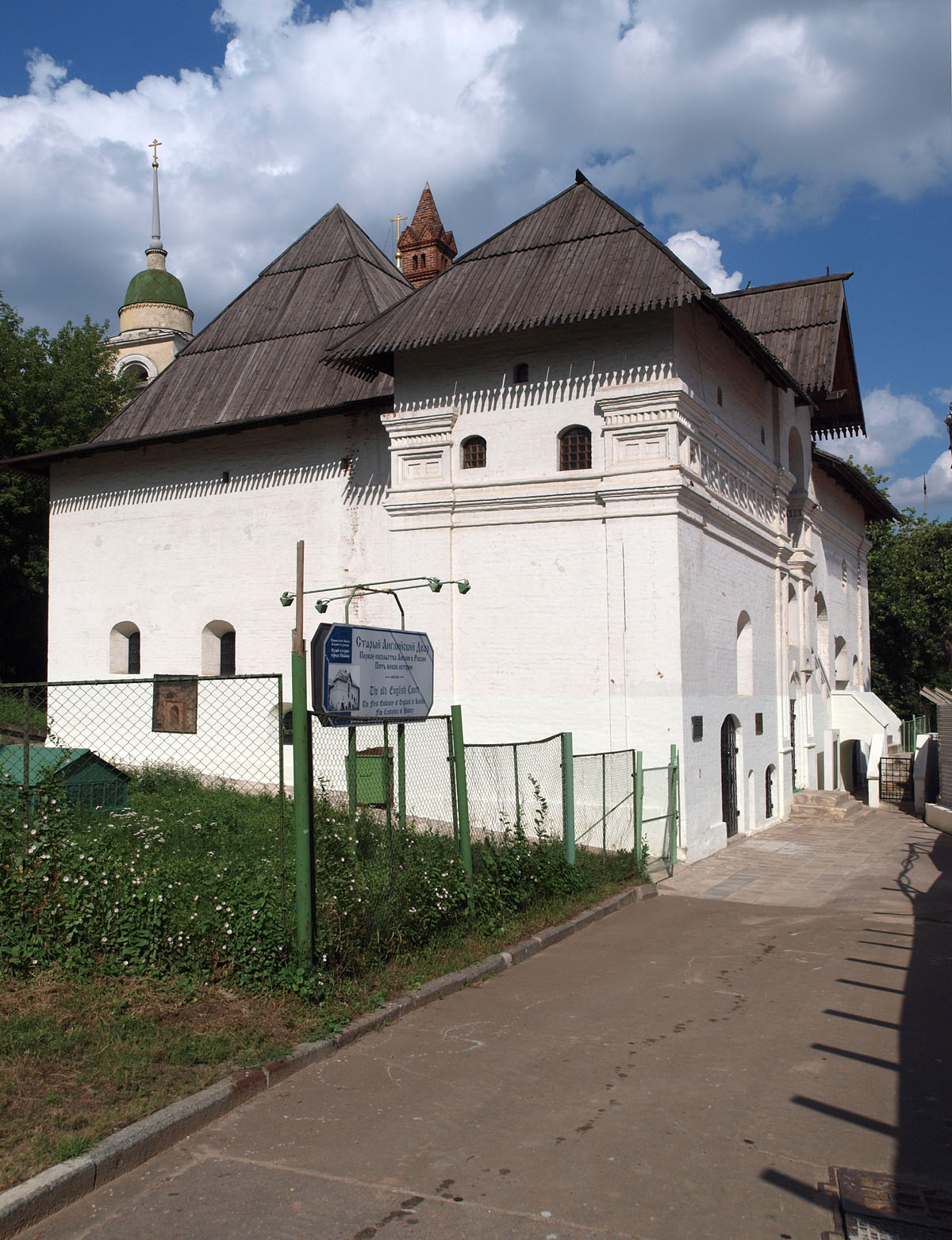
Seu de la Companyia de Moscòvia, lOld English Yard, a Moscou (c. Varvarka, 4).

Quan Chancellor va tornar a Anglaterra, l'estiu de 1554, el rei Eduard havia mort, i la seva successora, Maria I d'Anglaterra, havia executat a Northumberland per posar en el seu lloc a Lady Joana Grey. Res tenia contra Cabot i Chancellor, però la Companyia de mercaders aventurers va canviar el seu nom oficialment per carta real el 26 de febrer de 1555, descrita com: «Marchants Adventurers of England, for the discovery of Lands, territoris, ilers, dominions, and seigniories unknowen, and not before that late adventure or enterprise by sea or navigation, commonly freqüents », que aviat seria coneguda com a Muscovy Company, Russia Company, o Company of Merchants Trading with Russia. Chancellor va ser enviat de nou a Rússia l'any següent per la ruta del mar Blanc.
En aquest viatge Chancellor es va assabentar del tràgic destí de Willoughby, va recuperar els seus papers i vaixells i va trobar les notes sobre el descobriment de Nova Terra. Chancellor va passar l'estiu de 1555 tractant amb el Tsar, organitzant les partides comercials i tractant d'aprendre com podria arribar la Xina per la ruta nord.
El 1556 Chancellor va iniciar el viatge de tornada cap a Anglaterra, portant amb ell el primer ambaixador rus al seu país, Osip Nepeya. Van deixar el port del monestir Nikolo-Korelsky a la tardor, amb una flota de vaixells composta per l'Edward Bonadventure, el Philip and Mary i els dos vaixells recuperats de Willoughby. Amb l'arribada de l'hivern la flota va tractar de passar l'hivern al fiord de Trondheim, a la costa nord-oriental noruega. El Bona Esperanza es va enfonsar, el Bona Confidentia va semblar entrar al fiord, tot i que mai més es va saber d'ell, i el Philip and Mary va hivernar amb èxit a l'interior del fiord, arribant a Londres el 18 d'abril de la primavera següent. L'Edward Bonadventure va decidir no entrar al fiord i intentar arribar a temps a la costa escocesa, però va naufragar a Pitslago el 7 de novembre. Chancellor va perdre la vida, mentre que l'enviat rus va sobreviure, aconseguint arribar a la costa, on va ser pres com a ostatge pels escocesos, arribant uns mesos més tard finalment a Londres.
Chancellor va morir però havia trobat una nova manera d'arribar per mar a Rússia, i encara que amb el temps va ser substituïda per una de millor, aquesta ruta va romandre durant anys com l'única ruta viable pels anglesos. La Companyia de Moscòvia va començar a servir com un important vincle entre diplomàtics de Moscòvia i Anglaterra, i va ser especialment important per a la en aquest moment aïllada Moscovia.

### Les expedicions d'Anthony Jenkinson
Chancellor va ser succeït com a principal comerciant de la Companyia de Moscòvia per Anthony Jenkinson, que va fer dos importants viatges: un tractant d'arribar a Catai per terra des de Moscou i en què arribà fins a Bukharà; i l'altre, entre 1562 i 1579, per establir per via terrestre rutes comercials a través de Rússia amb Pèrsia. El 1567, quan a Moscovia va començar a anar-li malament en la llarga guerra de Livònia (1558-1582), el Tsar Ivan va sondejar a Jenkinson sobre la perspectiva d'un matrimoni amb la reina Elisabet I d'Anglaterra que li proporcionaria una inestimable aliança i un refugi si el Tsar es veiés obligat a fugir del país. Les negociacions no van donar resultats i el Tsar Ivan es va veure obligat a signar un alto el foc amb la Mancomunitat de Polònia-Lituània.

### La garantia de la Corona anglesa: la caça de la balena
A la Companyia de Moscovia se li va donar una carta de monopoli sobre la caça per la reina Isabel I el 1577. El principal i més rendible motiu va ser la caça de la balena, que va arribar a ser la principal activitat de la societat anònima, exercida al voltant de l'illa de Spitsbergen, a principis de segle xvii. Aquesta carta real se li va concedir basant-se en la demanda (errònia) que Hugh Willoughby havia descobert l'illa el 1553. Inicialment els anglesos van tractar d'allunyar als seus competidors, però després d'uns pocs anys, només van reclamar per a si les aigües meridionals d'aquest arxipèlag àrtic.
Poc després de la mort de Chancellor la Companyia de Moscòvia feu un nou intent per tal de completar el pas del Nord-est, aquest cop dirigit per Steven Borough. Va aconseguir navegar a través de la Porta de Kara, com es coneixia en aquell moment l'estret entre l'illa Vaigatx i l'arxipèlag de Nova Terra.
El 1646, els comerciants anglesos van ser expulsats de Moscòvia, però el comerç es va tornar a reprendre el 1660, amb la Restauració anglesa de Carles II, quan la companyia també es va reorganitzar com una empresa regulada. Van gaudir d'importants privilegis fins al 1649 i un monopoli en el comerç anglès amb Rússia fins a 1698, quan van perdre els seus privilegis a causa de l'oposició política. La seu de l'empresa va estar fins a 1717 a Moscou, i després es va traslladar a Arkhànguelsk. El 1723 la fàbrica es va traslladar de nou, aquesta vegada per decret imperial, a Sant Petersburg.
A mitjans dels anys 1770, les subvencions per a la caça de la balena als vaixells amb bandera anglesa es van incrementar i es van establir aranzels a la importació i altres restriccions econòmiques que limitaven l'accés als ports britànics als no britànics i els vaixells baleners no anglesos. Això va conduir a una flota balenera anglesa deu vegades més gran. Aquests guanys de l'Àrtida van disminuir durant la quarta guerra anglo-holandesa (1780-1784) i les Guerres Napoleòniques (1795-1802, 1803-1913). El 1816, hi havia 146 baleners anglesos en les aigües costaneres de l'Àrtida, i el nombre de baleners va seguir disminuint en les dues dècades següents. En la dècada de 1840, el govern britànic va suprimir les subvencions, cedint el mercat als baleners d'Amèrica i altres països.
Amb l'expansió del comerç al segle xix, el nombre de llocs de comerç de la Companyia a Rússia va créixer, amb seus obertes a Arkhànguelsk, Kronstadt, Moscou i Sant Petersburg. La Companyia va continuar existint fins a la Revolució russa de 1917.